# Peter Stein (Kameramann)

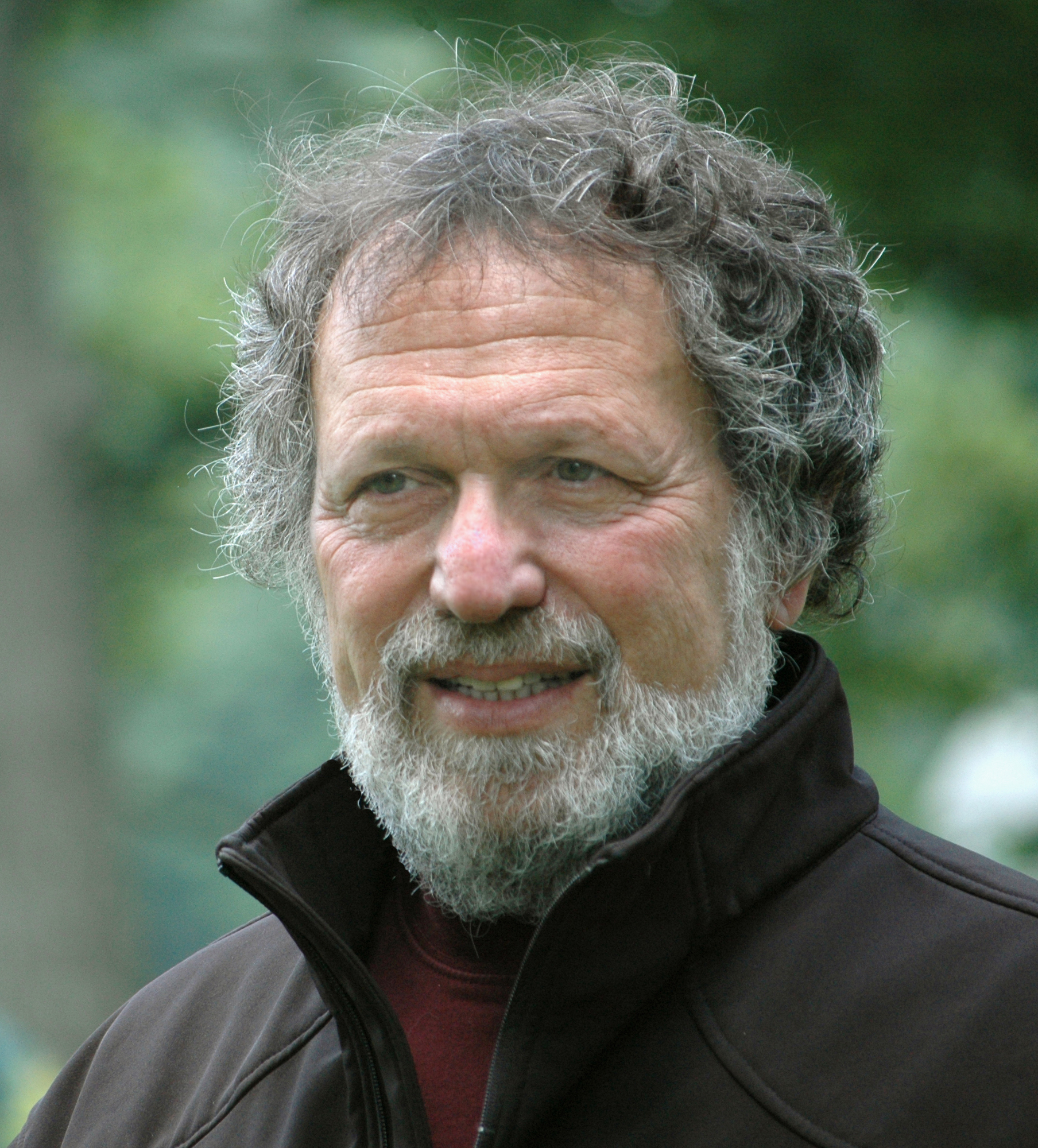
Peter Stein (2013)

Peter Michael Stein (* 12. Oktober 1943 in New York City) ist ein US-amerikanischer Kameramann.

## Leben
Peter Michael Stein wurde als Sohn des deutschen Fotografen und Auswanderers Fred Stein in New York City geboren. Er machte 1965 seinen Bachelor am City College of New York. Zum ersten Mal zeigte sich Stein 1977 mit der Filmbiographie A Good Dissonance Like a Man  als Kameramann verantwortlich. Es folgten Spielfilme wie Freitag der 13. – Jason kehrt zurück, Friedhof der Kuscheltiere und Armadillo Bears – Ein total chaotischer Haufen.
Peter Stein unterrichtete an der SUNY Purchase und seit 2002 auch am Kanbar Institute of Film & Television an der Tisch School of the Arts.
Stein lebt mit seiner Frau, der Drehbuchberaterin und Filmeditorin Dawn Freer, und den gemeinsamen Kindern in South Salem, New York.

## Filmografie (Auswahl)
- 1977: A Good Dissonance Like a Man
- 1981: Freitag der 13. – Jason kehrt zurück (Friday the 13th Part 2)
- 1983: Ruben, Ruben (Reuben, Reuben)
- 1983: Wildrose
- 1984: C.H.U.D. – Panik in Manhattan (C.H.U.D.)
- 1984: Die Glücksritter von Manhattan (Billions for Boris)
- 1986: Die große Mauer (A Great Wall)
- 1986: Goodbye America (Under Siege)
- 1986: Nikki und Mary – Die Fünf-Minuten-Ehe (The Parent Trap II)
- 1987: Der letzte Seitensprung (The Last Fling)
- 1987: Die Top Cops (The Wild Pair)
- 1988: Elvis und ich (Elvis and Me)
- 1988: Ernst rettet Weihnachten (Ernest Saves Christmas)
- 1988: Rivalen der Liebe (After the Rain)
- 1989: Friedhof der Kuscheltiere (Pet Sematary)
- 1990: Chaos im Knast (Ernest Goes to Jail)
- 1990: Das Grauen hat viele Gesichter (Night Visions)
- 1990: Nachtschicht (Graveyard Shift)
- 1991: Armadillo Bears – Ein total chaotischer Haufen (Necessary Roughness)
- 1992: Auf der Sonnenseite des Lebens (Missing Pieces)
- 1992: Der Preis des Lebens (Desperate Choices: To Save My Child)
- 1993: Mr. Babysitter (Mr. Nanny)
- 1998: Mein millionenschwerer Märchenprinz (The Con)